# Sumer is icumen in

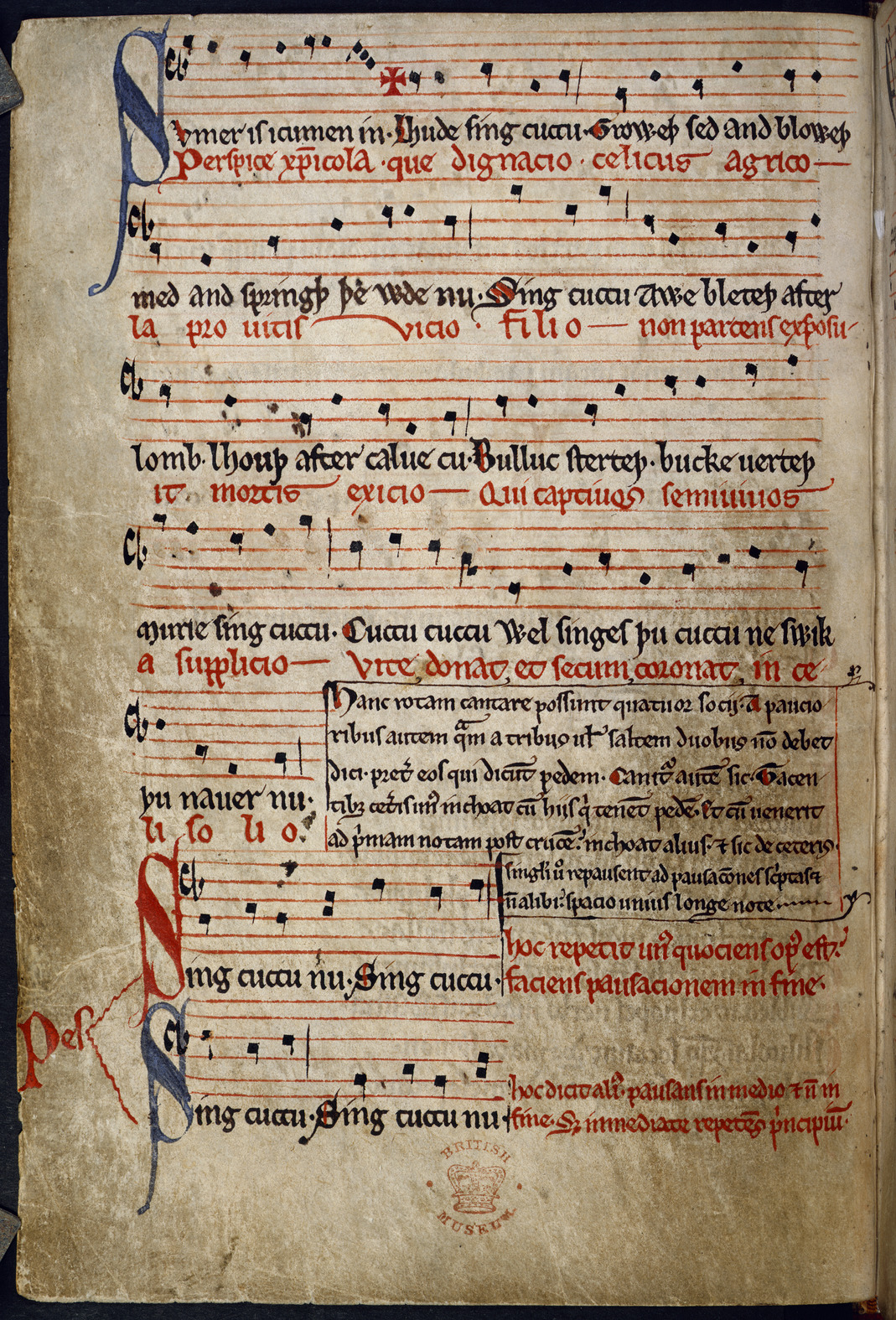
Sumer is icumen in

Sumer is icumen in is een Middelengelse canon, en de oudst bekende in zijn soort.
Sumer is icumen in ("de zomer is binnengekomen") is overgeleverd in één exemplaar, dat in het Harley-manuscript staat, een boek met Latijnse, Engelse en Franse liederen uit de abdij van Reading; het lied moet in het midden van de 13e eeuw gecomponeerd zijn, en gekopieerd in Oxford. Naast het lied staan instructies over hoe het gezongen dient te worden — het betreft een zogenaamde rota of rondzang, waarbij de zangers alternerend de strofen herhalen. Dit lied is zeer beroemd, omdat het enerzijds aantoont dat er in de Middeleeuwen in Engeland een bloeiende muziekcultuur bestond (eind twintigste eeuw zijn nog vele andere liederen — vaak fragmentarisch — teruggevonden), en anderzijds omdat Engelstalige muziek uit die periode, zeker profane muziek, hoe dan ook zeldzaam is.
De tekst luidt als volgt:
| Sumer is icumen in          | De zomer is binnengekomen;               |
| Lhude sing cucu             | Zing luid, koekoek!                      |
| Groweþ sed and bloweþ med   | Het zaad groeit en de wei bloeit,        |
| and springþ þe wude nu      | en het woud bloesemt nu.                 |
| Awe bleteþ after lomb       | De ooi blaat naar het lam,               |
| lhuþ after calve cu         | naar het kalf loeit de koe,              |
| bullok sterteþ bucke verteþ | de stier springt op, de bok laat winden; |
| murie sing cucu             | zing vrolijk, koekoek!                   |
| wel singes þu cucu          | Goed zingt gij, koekoek!                 |
| Ne swik þu naver nu         | Houd nu nimmer op.                       |

Het origineel van Sumer is icumen in bevindt zich in de Bodleian Library.
Melodie en tekst (zowel de Engelse als een Nederlandse vertaling) zijn onder meer te vinden in de (herziene) 19e druk van "Nederlands Volkslied", Liederen en canons verzameld door Jop Pollmann en Piet Tiggers (1977) pp 414-415.